# Jaqueline Schellin
Jaqueline Schellin (Mühlacker, 6 de marzo de 1990) es una deportista alemana que compite en lucha libre. Ganó una medalla de bronce en el Campeonato Mundial de Lucha de 2012 y dos medallas de bronce en el Campeonato Europeo de Lucha, en los años 2012 y 2013.

## Palmarés internacional
| Campeonato Mundial | Campeonato Mundial | Campeonato Mundial | Campeonato Mundial |
| Año                | Lugar              | Medalla            | Categoría          |
| ------------------ | ------------------ | ------------------ | ------------------ |
| 2012               | Edmonton (Canadá)  | Medalla de bronce  | 48 kg              |
| Campeonato Europeo |                    |                    |                    |
| Año                | Lugar              | Medalla            | Categoría          |
| 2012               | Belgrado (Serbia)  | Medalla de bronce  | 48 kg              |
| 2013               | Tiflis (Georgia)   | Medalla de bronce  | 48 kg              |